# Liste der Stolpersteine in Kehl
Die Stolpersteine in Kehl sind Teil eines europaweiten Projekts des Künstlers Gunter Demnig. Dabei handelt es sich um Mahnmale, die an das Schicksal der Menschen erinnern sollen, die in Kehl gewohnt und von den Nationalsozialisten deportiert und unter anderem in Konzentrationslagern und Vernichtungslagern ermordet wurden.

## Liste
Zusammengefasste Adressen zeigen an, dass mehrere Stolpersteine an einem Ort verlegt wurden. Die Tabelle ist teilweise sortierbar; die Grundsortierung erfolgt alphabetisch nach der Adresse. Die Spalte Person, Inschrift wird nach dem Namen der Person alphabetisch sortiert.
| Bild | Adresse                                                   | Person                   | Verlege- datum                           | Inschrift | Information |
| ---- | --------------------------------------------------------- | ------------------------ | ---------------------------------------- | --- | ----------- |
|      | Am Läger 16 (Lage)                                        | Emil Dreifuss            | 15. Juli 2011                            | Hier wohnte Emil Dreifuss Jg. 1870 deportiert 1940 Gurs Tot an Folgen 1943 Hospiz Paris                                                                     |             |
|      | Am Läger 16 (Lage)                                        | Rosa Dreifuss            | 15. Juli 2011                            | Hier wohnte Rosa Dreifuss Jg. 1876 deportiert 1940 Tot 1940 in Gurs                                                                                         |             |
|      | Am Läger 16 (Lage)                                        | Harry Bruchsaler         | 15. Juli 2011                            | Hier wohnte Harry Bruchsaler Jg. 1923 Flucht 1939 Palästina überlebt                                                                                        |             |
|      | Am Läger 16 (Lage)                                        | Sofie Bruchsaler         | 15. Juli 2011                            | Hier wohnte Sofie Bruchsaler Jg. 1900 deportiert 1940 Gurs ermordet 1942 in Auschwitz                                                                       |             |
|      | Am Läger 16 (Lage)                                        | Julius Dreifuss          | 15. Juli 2011                            | Hier wohnte Julius Dreifuss Jg. 1902 Flucht 1937 Palästina überlebt                                                                                         |             |
|      | Grossherzog-Friedrich-Straße 5 (Lage)                     | Simon Otto Rosenberg     | 10. Okt. 2013                            | Hier wohnte Simon Otto Rosenberg Jg. 1889 Schutzhaft 1938 Dachau Flucht 1940 Argentinien überlebt                                                           |             |
|      | Grossherzog-Friedrich-Straße 5 (Lage)                     | Margot Rosenberg         | 10. Okt. 2013                            | Hier wohnte Margot Rosenberg Verh. Stern Jg. 1920 Flucht 1939 England überlebt                                                                              |             |
|      | Grossherzog-Friedrich-Straße 5 (Lage)                     | Selma Rosenberg          | 10. Okt. 2013                            | Hier wohnte Selma Rosenberg Geb. Meyer Jg. 1896 Flucht 1940 Argentinien überlebt                                                                            |             |
|      | Grossherzog-Friedrich-Straße 5 (Lage)                     | Fredy Rosenberg          | 10. Okt. 2013                            | Hier wohnte Fredy Rosenberg Jg. 1923 Flucht 1937 Frankreich 1940 Argentinien überlebt                                                                       |             |
|      | Grossherzog-Friedrich-Straße 7 (Lage)                     | Siegfried Kaufmann       | 13. Sep. 2012                            | Hier wohnte Siegfried Kaufmann Jg. 1894 Flucht 1935 Frankreich interniert Drancy deportiert 1944 Auschwitz Tot 1945 Buchenwald                              |             |
|      | Grossherzog-Friedrich-Straße 7 (Lage)                     | Meta Kaufmann            | 13. Sep. 2012                            | Hier wohnte Meta Kaufmann Geb. Oppenheimer Jg. 1903 Flucht 1935 Frankreich interniert Drancy deportiert 1944 Auschwitz ermordet 1944                        |             |
|      | Grossherzog-Friedrich-Straße 7 (Lage)                     | Ruth Kaufmann            | 13. Sep. 2012                            | Hier wohnte Ruth Kaufmann Jg. 1930 Flucht 1935 Frankreich interniert Drancy deportiert 1944 Auschwitz ermordet 1944                                         |             |
|      | Grossherzog-Friedrich-Straße 9 (Lage)                     | Hans Wertheimer          | 10. Okt. 2013                            | Hier wohnte Hans Wertheimer Jg. 1920 Flucht 1937 Frankreich versteckt gelebt Aix-Les-Bains verhaftet 21.3.1944 auf der Flucht erschossen 21.3.1944          |             |
|      | Grossherzog-Friedrich-Straße 9 (Lage)                     | Leopold Wertheimer       | 10. Okt. 2013                            | Hier wohnte Leopold Wertheimer Jg. 1875 Flucht 1937 Frankreich 1942 Lyon versteckt gelebt befreit / überlebt                                                |             |
|      | Grossherzog-Friedrich-Straße 9 (Lage)                     | Melanie Wertheimer       | 10. Okt. 2013                            | Hier wohnte Melanie Wertheimer Jg. 1889 Flucht 1937 Frankreich 1942 Lyon versteckt gelebt befreit / überlebt                                                |             |
|      | Grossherzog-Friedrich-Straße 23 Falkenhausenschule (Lage) | Lazarus Mannheimer       | 15. Juli 2013                            | Hier lehrte Lazarus Mannheimer Jg. 1886 Deportiert 1940 Gurs Ermordet 1942 in Auschwitz                                                                     |             |
|      | Grossherzog-Friedrich-Straße 23 Falkenhausenschule (Lage) | Fritz Wertheimer         | 2. Juli 2017                             | Hier lernte Fritz Wertheimer Jg. 1928 Flucht 1939 Argentinien                                                                                               |             |
|      | Hauptstraße 13 (Lage)                                     | Pinkas Schwarzkachel     | 13. Sep. 2012                            | Hier wohnte Pinkas Schwarzkachel Jg. 1874 Polenaktion 1938 ermordet 1942 Brzesko Polen                                                                      |             |
|      | Hauptstraße 13 (Lage)                                     | Laja Schwarzkachel       | 13. Sep. 2012                            | Hier wohnte Laja Schwarzkachel Jg. 1877 Polenaktion 1938 ermordet 1942 Brzesko Polen                                                                        |             |
|      | Hauptstraße 13 (Lage)                                     | Willy Schwarzkachel      | 13. Sep. 2012                            | Hier wohnte Willy Schwarzkachel Jg. 1904 Flucht 1938 Frankreich interniert Compiegne deportiert 1942 Auschwitz ermordet 1942                                |             |
|      | Hauptstraße 13 (Lage)                                     | Freyda Schwarzkachel     | 13. Sep. 2012                            | Hier wohnte Freyda Schwarzkachel Verh. Koenig Jg. 1905 evakuiert 1939 aus Strasbourg Südfrankreich versteckt / überlebt                                     |             |
|      | Hauptstraße 13 (Lage)                                     | Josua Schwarzkachel      | 13. Sep. 2012                            | Hier wohnte Josua Schwarzkachel Jg. 1906 Flucht 1933 Frankreich 1935 Palästina überlebt                                                                     |             |
|      | Hauptstraße 13 (Lage)                                     | Regina Schwarzkachel     | 13. Sep. 2012                            | Hier wohnte Regina Schwarzkachel Verh. Bergmann Jg. 1908 Flucht Holland interniert Westerbork deportiert 1943 Auschwitz ermordet 1943                       |             |
|      | Hauptstraße 13 (Lage)                                     | Max Schwarzkachel        | 13. Sep. 2012                            | Hier wohnte Max Schwarzkachel Jg. 1910 Flucht 1933 Italien 1935 Palästina überlebt                                                                          |             |
|      | Hauptstraße 13 (Lage)                                     | Arnold Schwarzkachel     | 13. Sep. 2012                            | Hier wohnte Arnold Schwarzkachel Jg. 1912 Polenaktion 1938 Schicksal unbekannt                                                                              |             |
|      | Hauptstraße 49 (Lage)                                     | Rosa Bensinger           | data-sort-value="2.5.2017"\| 2. Mai 2017 | Hier wohnte ROSA BENSINGER geb. Bloch JG. 1859 Deportiert 1940 Gurs tot 24.08.1941                                                                          |             |
|      | Hauptstraße 49 (Lage)                                     | Louis Bensinger          | data-sort-value="2.5.2017"\| 2. Mai 2017 | Hier wohnte LOUIS BENSINGER JG. 1886 Flucht 1938 Frankreich Interniert Drancy Deportiert 1942 ermordet in Auschwitz                                         |             |
|      | Hauptstraße 49 (Lage)                                     | Karolina Bensinger       | data-sort-value="2.5.2017"\| 2. Mai 2017 | Hier wohnte KAROLINA BENSINGER JG. 1883 Deportiert 1940 Gurs interniert Drancy 1942 Auschwitz ermordet                                                      |             |
|      | Hauptstraße 49 (Lage)                                     | Gertrud Bensinger        | data-sort-value="2.5.2017"\| 2. Mai 2017 | Hier wohnte GERTRUD BENSINGER JG. 1889 Deportiert 1940 Gurs interniert Drancy 1942 Auschwitz ermordet                                                       |             |
|      | Hauptstraße 49 (Lage)                                     | Elsa Bensinger           | data-sort-value="2.5.2017"\| 2. Mai 2017 | Hier wohnte ELSA BENSINGER JG. 1891 Flucht 1939 England - USA                                                                                               |             |
|      | Hauptstraße 57 (Lage)                                     | Karl Rosenthal           | 15. Juli 2011                            | Hier wohnte Dr. Karl Rosenthal Jg. 1893 deportiert 1940 Gurs Tot 1944 im KZ Gräditz                                                                         |             |
|      | Hauptstraße 57 (Lage)                                     | Olga Rosenthal           | 15. Juli 2011                            | Hier wohnte Olga Rosenthal Jg. 1899 deportiert 1940 Gurs ermordet 1942 in Auschwitz                                                                         |             |
|      | Hauptstraße 57 (Lage)                                     | Claus Rosenthal          | 15. Juli 2011                            | Hier wohnte Claus Rosenthal Jg. 1924 Flucht 1938 Frankreich interniert deportiert 1942 Richtung Osten Zwangsarbeit überlebt                                 |             |
|      | Hauptstraße 57 (Lage)                                     | Gert Rosenthal           | 15. Juli 2011                            | Hier wohnte Gert Rosenthal Jg. 1927 Kindertransport 1939 England überlebt                                                                                   |             |
|      | Hauptstraße 104 (Lage)                                    | Alfred Rapp              | 28. März 2019                            | Hier wohnte Alfred Rapp Jg. 1888 eingewiesen 1938 Pflegeanstalt Rastatt Heilanstalt Zwiefalten 'verlegt’ 31.5.1940 Grafeneck ermordet 31.5.1940 'Aktion T4' |             |
|      | Hauptstraße 121 Wilhelmschule (Lage)                      | Renate Bensinger         | 2. Mai 2017                              | Hier lernte RENATE BENSINGER JG. 1928 Deportiert 1941 Kowno Fort IX Ermordet 25.11.1941                                                                     |             |
|      | Hauptstraße 169 (Lage)                                    | Max Bensinger            | 2. Mai 2017                              | Hier wohnte MAX BENSINGER JG. 1896 „Schutzhaft“ 1938 Dachau Deportiert 1942 Theresienstadt 1943 Auschwitz Ermordet                                          |             |
|      | Hermann-Dietrich-Straße 10 (Lage)                         | Paul Wertheimer          | 13. Sep. 2012                            | Hier wohnte Paul Wertheimer Jg. 1897 Flucht 1938 Frankreich / Schweiz überlebt                                                                              |             |
|      | Hermann-Dietrich-Straße 10 (Lage)                         | Sophie Wertheimer        | 13. Sep. 2012                            | Hier wohnte Sophie Wertheimer Jg. 1904 Flucht 1938 Frankreich / Schweiz Tot 1.5.1945 Heiden                                                                 |             |
|      | Kasernenstraße 17 (Lage)                                  | Emmy Marx                | 10. Okt. 2013                            | Hier wohnte Emmy Marx Jg. 1886 deportiert 1940 Gurs Tot 1943 Lannemezan                                                                                     |             |
|      | Kinzigstraße 20 (Lage)                                    | Lazarus Mannheimer       | 15. Juli 2011                            | Hier wohnte LAZARUS MANNHEIMER JG. 1886 Deportiert 1940 Gurs Ermordet 1942 in Auschwitz                                                                     |             |
|      | Kinzigstraße 20 (Lage)                                    | Regina Mannheimer        | 15. Juli 2011                            | Hier wohnte REGINA MANNHEIMER JG. 1889 Deportiert 1940 Gurs Ermordet 1942 in Auschwitz                                                                      |             |
|      | Kinzigstraße 21 (Lage)                                    | Mina Wertheimer          | 2. Mai 2017                              | Hier wohnte MINA WERTHEIMER geb. Wertheimer JG. 1861 Deportiert 1942 Theresienstadt Ermordet 7.1.1943                                                       |             |
|      | Kinzigstraße 21 (Lage)                                    | Julius Wertheimer        | 2. Mai 2017                              | Hier wohnte JULIUS WERTHEIMER JG. 1886 „Schutzhaft“ 1938 Dachau Flucht 1939 Argentinien                                                                     |             |
|      | Kinzigstraße 21 (Lage)                                    | Elise Wertheimer         | 2. Mai 2017                              | Hier wohnte ELISE WERTHEIMER geb. Bensinger JG. 1890 Flucht 1939 Argentinien                                                                                |             |
|      | Kinzigstraße 21 (Lage)                                    | Kurt Wertheimer          | 2. Mai 2017                              | Hier wohnte KURT WERTHEIMER JG. 1921 Flucht 1939 Argentinien                                                                                                |             |
|      | Kinzigstraße 21 (Lage)                                    | Fritz Wertheimer         | 2. Mai 2017                              | Hier wohnte FRITZ WERTHEIMER JG. 1928 Flucht 1939 Argentinien                                                                                               |             |
|      | ehemals Rheinstraße 7 heute Bahnhof Kehl (Lage)           | Heinrich Bodenheimer     | 13. Sep. 2012                            | Hier wohnte Heinrich Bodenheimer Jg. 1882 Flucht 1937 Strasbourg Interniert Gurs deportiert 1942 Auschwitz ermordet 1942                                    |             |
|      | ehemals Rheinstraße 7 heute Bahnhof Kehl (Lage)           | Elsa Bodenheimer         | 13. Sep. 2012                            | Hier wohnte Elsa Bodenheimer geb. Wertheimer Jg. 1889 deportiert 1940 Gurs ermordet 1942 Auschwitz                                                          |             |
|      | ehemals Rheinstraße 7 heute Bahnhof Kehl (Lage)           | Martha Nelly Bodenheimer | 13. Sep. 2012                            | Hier wohnte Martha Nelly Bodenheimer Jg. 1922 deportiert 1942 Theresienstadt ermordet 1943 Auschwitz                                                        |             |
|      | ehemals Rheinstraße 7 heute Bahnhof Kehl (Lage)           | Ruth Rothschild          | 13. Sep. 2012                            | Hier wohnte Ruth Hildegard Bodenheimer verh. Rothschild Jg. 1919 Flucht 1937 Frankreich Interniert Gurs Flucht 1942 Schweiz Überlebt                        |             |
|      | Rheinstraße 26 (Lage)                                     | Jakob Wertheimer         | 10. Okt. 2013                            | Hier wohnte Jakob Wertheimer Jg. 1884 Schutzhaft 1938 Dachau deportiert 1940 Gurs 1942 Auschwitz ermordet 1942                                              |             |
|      | Rheinstraße 26 (Lage)                                     | Klara Wertheimer         | 10. Okt. 2013                            | Hier wohnte Klara Wertheimer Jg. 1894 deportiert 1940 Gurs 1942 Auschwitz ermordet 1942                                                                     |             |
|      | Schulstraße 3 Tramhaltestelle Kehl Bahnhof (Lage)         | Simon Salomon Weil       | 13. Sep. 2012                            | Hier wohnte Simon Salomon Weil Jg. 1870 deportiert 1942 tot in Theresienstadt                                                                               |             |
|      | Schulstraße 3 Tramhaltestelle Kehl Bahnhof (Lage)         | Hedwig Weil              | 13. Sep. 2012                            | Hier wohnte Hedwig Weil geb. Rosenthal Jg. 1881 deportiert 1942 Theresienstadt ermordet 1944 Auschwitz                                                      |             |
|      | Schulstraße 3 Tramhaltestelle Kehl Bahnhof (Lage)         | Ilse Stern               | 13. Sep. 2012                            | Hier wohnte Ilse Weil verh. Stern Jg. 1913 Flucht 1939 Argentinien überlebt                                                                                 |             |
|      | Schulstraße 3 Tramhaltestelle Kehl Bahnhof (Lage)         | Margot Rosenthal         | 13. Sep. 2012                            | Hier wohnte Margot Weil verh. Rosenthal Jg. 1922 deportiert 1942 Theresienstadt Auschwitz Mauthausen befreit / überlebt                                     |             |
|      | Schulstraße 14 (Lage)                                     | Berta Wertheimer         | 13. Sep. 2012                            | Hier wohnte Berta Wertheimer geb. Kaufmann Jg. 1864 deportiert 1940 Gurs Noé tot 1942                                                                       |             |
|      | Schulstraße 23 (Lage)                                     | Josef Wertheimer         | 10. Okt. 2013                            | Hier wohnte Josef Wertheimer Jg. 1858 deportiert 1940 Gurs Tot 1940                                                                                         |             |
|      | Spießgasse 9 (Lage)                                       | Simon Bensinger          | 2. Mai 2017                              | Hier wohnte SIMON BENSINGER JG. 1894 „Schutzhaft“ 1938 Dachau Deportiert 1941 Kowno Fort IX Ermordet 25.11.1941                                             |             |
|      | Spießgasse 9 (Lage)                                       | Sophie Bensinger         | 2. Mai 2017                              | Hier wohnte SOPHIE BENSINGER geb. Wertheimer JG. 1893 Deportiert 1942 Izbica Ermordet                                                                       |             |
|      | Spießgasse 9 (Lage)                                       | Erich Bensinger          | 2. Mai 2017                              | Hier wohnte ERICH BENSINGER JG. 1923 Deportiert 1942 Ermordet in Auschwitz                                                                                  |             |
|      | Spießgasse 9 (Lage)                                       | Friedrich Bensinger      | 2. Mai 2017                              | Hier wohnte FRIEDRICH BENSINGER JG. 1925 Deportiert 1942 Izbica                                                                                             |             |
|      | Spießgasse 9 (Lage)                                       | Renate Bensinger         | 2. Mai 2017                              | Hier wohnte RENATE BENSINGER JG. 1928 Deportiert 1941 Kowno Fort IX Ermordet 25.11.1941                                                                     |             |
|      | Kinzigstraße 33 (Lage)                                    | Richard Naumburger       | 10. Sep. 2022                            | Hier wohnte Richard Naumburger Jg. 1882 Flucht 1938 Frankreich interniert Drancy deportiert 1942 ermordet in Auschwitz                                      |             |
|      | Gustav-Weis-Straße 8 (Lage)                               | Therese Ehrle            | 10. Sep. 2022                            | Hier wohnte Therese Ehrle geb. Rueck Jg. 1907 Flucht 1938 Frankreich interniert Drancy deportiert 1944 Auschwitz 1945 Bergen-Belsen befreit                 |             |
|      | Kasernenstraße 8 (Lage)                                   | Hermann Blank            | 10. Sep. 2022                            | Hier wohnte Hermann Blank Jg. 1875 deportiert 1944 Theresienstadt 1944 Auschwitz ermordet                                                                   |             |
|      | Hauptstraße 50 (Lage)                                     | Elsa Cheit               | 2021                                     | Hier wohnte Elsa Cheit geb. Bensinger Jg. 1881 seit 1912 mehrere Heilanstalten 'verlegt' 12.8.1940 Grafeneck ermordet 12.8.1940 'Aktion T4'                 |             |
|      | Hauptstraße 46 (Lage)                                     | Klara Wertheimer         | 2021                                     | Hier wohnte Klara Wertheimer geb. Bensinger Jg. 1888 seit 1931 mehrere Heilanstalten 'verlegt' 27.6.1940 Grafeneck ermordet 27.6.1940 'Aktion T4'           |             |
|      | Oberländerstraße 8 (Lage)                                 | Rosa Mayer               | 2021                                     | Hier wohnte Rosa Mayer geb. Murr Jg. 1874 deportiert 1940 Gurs, Recebedou Rexon, Masseube befreit tot an Haftfolgen 14.7.1945                               |             |